# Paul Harrington
Paul Harrington (13 de maig de 1960) és un músic irlandès que, amb Charlie McGettigan, va guanyar el Festival de la Cançó d'Eurovisió per a Irlanda el 1994.

## Carrera

### Música
Harrington va néixer a Dublín, República d'Irlanda. Va cridar l'atenció del públic amb el seu àlbum de debut, What I'd Say, arribant al Top 10 el 1991. Aquesta atenció va assolir noves cotes el 1994 quan va representar Irlanda i va guanyar el Festival de la Cançó d'Eurovisió juntament amb Charlie McGettigan.
Ha actuat, entre d'altres, per als Rolling Stones, Prince i U2. Va ser el cantant principal de ball de Celtic Tiger Live. Així va actuar en escenaris d'Europa i Amèrica del Nord, com ara Wembley i el Madison Square Garden.
Harrington va llançar A Collection el 2008, i després d'una actuació impressionant a The Late Late Show, l'àlbum va entrar al Top 20 d'Irlanda arribant al número 4.
El 2009, es va unir amb els seus germans com "The Harrington Brothers" per gravar "Molly Malone" amb The Official Leinster Supporters Group. La cançó es va convertir en l'himne oficial del Leinster Rugby Team. La cançó va entrar a les llistes irlandeses el 2009 i número u a les llistes de descàrregues. Els Harrington Brothers van interpretar-la en directe al The RDS Dublin just abans que Leinster toqués a Edimburg a la Heineken Cup.
El 2010, Harrington va publicar un àlbum d'estudi en directe, Songs, amb les seves interpretacions d'algunes de les cançons més estimades del món.
Harrington va llançar un nou àlbum en directe el 2018 titulat Lights of Home. L'àlbum va ser gravat per Tim Martin al Sugar Club Dublin, i inclou nou cançons noves. Tot i que aquest seria el primer àlbum en solitari d'Harrington en vuit anys, ha col·laborat en altres àlbums com un àlbum de Nadal amb el Whitefriar Street Choir (O Holy Night) i una col·laboració nord-americà-irlandesa anomenada Cape Spear.

### Televisió i ràdio
La carrera radiofònica de Paul Harrington inclou un espai habitual a The Pat Kenny Show a Newstalk, cinc anys a Q102 de Dublín i dos a Sunshine 106.8.
També ha fet moltes aparicions televisives com The Lyrics Board o The Restaurant. El 2017 i el 2018, Harrington va escriure i presentar el documental Ireland's Eurovision Winners, que es va publicar en DVD i emès a la televisió.